# Adavathur
Adavathur (Tamil: அடவாத்தூர் Aṭavāttūr [ˈaɖəʋaːt̪ːuːr]) ist ein Dorf im indischen Bundesstaat Tamil Nadu. Es liegt rund zehn Kilometer westlich der Stadt Tiruchirappalli in Zentral-Tamil-Nadu. Verwaltungsmäßig gehört Adavathur zum Taluk Srirangam des Distrikts Tiruchirappalli. Der indische Zensus verzeichnet zwei separate Dörfer, Adavathur-West und Adavathur-Ost. Im Jahr 2011 betrug die Einwohnerzahl von Adavathur-West 9.561 und die von Adavathur-Ost 6.352.
Adavathur ist der Geburtsort des bedeutenden Dichtergelehrten T. Meenakshisundaram Pillai (1815–1876). Den größten Teil seiner Kindheit verbrachte Meenakshisundaram Pillai allerdings im benachbarten Dorf Somarasampettai.